# Gabino Díaz Merchán
Gabino Díaz Merchán (Mora, 26 febbraio 1926 – Oviedo, 14 giugno 2022) è stato un arcivescovo cattolico spagnolo.

## Biografia
Gabino Díaz Merchán nacque a Mora il 26 febbraio 1926.
All'inizio della guerra civile spagnola, il 21 agosto 1936, i miliziani repubblicani si recarono a casa sua alla ricerca del padre, seguace del Partito Liberal-Democratico Repubblicano di Melquíades Álvarez, con una scusa. Sua madre decise di accompagnarlo, sospettando che fosse in pericolo di vita. Tre ore dopo, entrambi furono portati nelle vicinanze del cimitero di Orgaz, fucilati e sepolti in una fossa comune. Gabino e la sorella in seguito vissero prima con la nonna e poi con uno zio.

### Formazione e ministero sacerdotale
Frequentò il Collegio Sadell di Toledo e poi studiò filosofia e teologia cattolica presso il seminario "San Ildefonso" di Toledo.
Il 13 luglio 1952 fu ordinato presbitero per l'arcidiocesi di Toledo a Comillas dal cardinale Enrique Pla y Deniel. Lo stesso anno conseguì la laurea in filosofia presso la Pontificia Università di Comillas a Madrid. Inizialmente fu cappellano delle monache cistercensi del Convento de las Comendadoras de Santiago. Dal 1953 al 1965 insegnò prima letteratura castigliana, greco antico e latino e poi anche teologia fondamentale presso il seminario "San Ildefonso" di Toledo. Nel 1956 divenne anche cappellano di rito mozarabico e nel 1960 canonico della cattedrale primaziale di Santa Maria a Toledo. Lo stesso anno conseguì il dottorato in teologia presso la Pontificia Università di Comillas. Prestò servizio anche come assistente ecclesiastico diocesano dell'Azione Cattolica e dei Cursillos de Cristiandad e come direttore della casa sacerdotale dell'arcidiocesi di Toledo.

### Ministero episcopale
Il 23 luglio 1965 papa Paolo VI lo nominò vescovo di Guadix. Ricevette l'ordinazione episcopale il 22 agosto successivo nella Plaza Mayor di Guadix dall'arcivescovo di Dara Antonio Riberi, nunzio apostolico in Spagna, co-consacranti il vescovo di Jaén Félix Romero Menjíbar e il vescovo ausiliare di Toledo Anastasio Granados García. Con 39 anni di età era il vescovo più giovane d'Europa. Come motto scelse l'espressione "Lumen cum pace". Partecipò all'ultima sessione del Concilio Vaticano II.
Il 4 agosto 1969 lo stesso pontefice lo nominò arcivescovo metropolita di Oviedo. Prese possesso dell'arcidiocesi il 20 settembre successivo con una cerimonia tenutasi a Covadonga. Con 43 anni di età era l'arcivescovo più giovane del paese. L'anno successivo divise l'arcidiocesi in cinque vicariati affidandone ciascuno a un vicario episcopale e nel 1971 avviò un partenariato con l'arcidiocesi di Gitega, in Burundi. Nel 1973 fondò la casa sacerdotale dell'arcidiocesi di Oviedo e nel 1990 il museo diocesano. Inoltre, su sua iniziativa, le chiese di Santa Maria dell'Assunzione a Llanes e quella di Santa Maria Maddalena a Cangas del Narcea furono elevate al rango di basilica minore rispettivamente nel 1973 e nel 1992. Nell'agosto del 1989 papa Giovanni Paolo II visitò l'arcidiocesi di Oviedo nell'ambito del suo viaggio apostolico a Santiago de Compostela e nelle Asturie.
Durante il suo episcopato ebbe come vescovi ausiliari Elías Yanes Álvarez dal 1971 al 1977, José Sánchez González dal 1980 al 1991 e Atilano Rodríguez Martínez dal 1996 al 2003.
In seno alla Conferenza episcopale spagnola fu presidente della commissione per la pastorale sociale dal 1972 al 1978, presidente dal 1981 al 1987, membro del comitato esecutivo dal 1987 al 1996 e dal 1999 al 2002 e presidente della commissione pastorale dal 1996 al 1999.
Partecipò alla VI assemblea generale ordinaria del Sinodo dei vescovi che ebbe luogo nella Città del Vaticano dal 29 settembre al 29 ottobre 1983 sul tema "La penitenza e la riconciliazione nella missione della Chiesa" e alla II assemblea generale straordinaria del Sinodo dei vescovi che ebbe luogo nella Città del Vaticano dal 24 novembre all'8 dicembre 1985 sul tema "XX anniversario della conclusione del Concilio Vaticano II".
Fu anche membro onorario della Pontificia accademia mariana internazionale.
Ricevette le cittadinanze onorarie delle città di Mora nel 1966 e di Oviedo il 19 ottobre 1994, nonché della comunità autonoma delle Asturie nel 2001 e della provincia di Toledo nel 2006. Inoltre, fu insignito delle medaglie d'oro d'onore dal comune di Oviedo il 19 ottobre 1994 e dalla comunità autonoma di Castiglia-La Mancia il 3 maggio 2000. Inoltre, nel 2000, gli fu intitolato il piazzale antistante la chiesa parrocchiale di San Melchor a La Florida, frazione di Oviedo.
Il 7 gennaio 2002 papa Giovanni Paolo II accettò la sua rinuncia al governo pastorale dell'arcidiocesi per raggiunti limiti di età. Continuò a reggere la diocesi come amministratore apostolico fino al 23 febbraio successivo, giorno dell'ingresso in diocesi del suo successore.
Da allora, visse nella casa sacerdotale diocesana di Oviedo dove morì alle 16:32 del 14 giugno 2022 all'età di 96 anni. Le esequie si tennero il 17 giugno alle ore 11 nella cattedrale del Santo Salvatore a Oviedo e furono presiedute da monsignor Jesús Sanz Montes, arcivescovo metropolita di Oviedo. Al termine del rito fu sepolto nella cappella della Virgen de Covadonga.

## Opere
- con Santos Elespe, Bautizar en la fe de la Iglesia, Madrid, Secretariado Nacional de Liturgia. Ed. Marova, 1968,  p. 194.
- Fe, persona y comunidad eclesial. Orientaciones pastorales, collana Colección Pastoral aplicada, Madrid, Propaganda Popular Católica, 1969,  p. 184.
- Familia y vida cristiana. Charlas cuaresmales, Guadix, 1969,  p. 134.
- Maduración de la persona humana y su participación social: [Conferencia pronunciada en la Casa de la Iglesia el día 23 de enero de 1969, a los cooperadores de las Semanas Sociales de España], Madrid, Afirmación Social Española, 1969,  p. 24.
- Fray Benito Jerónimo Feijoo: fe cristiana e ilustración, collana Publicaciones Studium Ovetense, Oviedo, Seminario Metropolitano, 1976,  pp. xiii, 328, ISBN 9788470090295.
- Cristianos para la España de hoy, collana Colección Pastoral aplicada, Madrid, Promoción Popular Christiana, 1978,  p. 197, ISBN 9788428804363.
- con Juan Luis Acebal, Proyección de la Universidad Pontificia de Salamanca: Universidad Pontificia de Salamanca: apertura del curso académico 1981-1982, Salamanca, Universidad Pontificia de Salamanca, 1981,  p. 28.
- con Vicente Enrique y Tarancón, Así es don Gabino, presidente de la conferencia episcopal, collana Colección Pastoral aplicada, Madrid, Promoción Popular Christiana, 1981,  p. 159.
- La iglesia y los pobres: veinte años de experiancia posconciliar en la iglesia española, collana Corintios, Madrid, Caritas Española, 1985.
- Don Gabino Díaz Merchán, 25 aniversario de ministerio episcopal: Asturias, 22 de agosto, 1990, Oviedo, Secretariado Diocesano de M.C.S. D.L, 1990,  p. 87.
- Luz y paz, collana Publicaciones Studium ovetense, Oviedo, Seminario Metropolitano, 1991. (3 volumi: 1. Escritos pastorales 2. Homilías 3. Presidente Conferencia Episcopal)
- 25 años de ministerio episcopal en la Iglesia apostolica de Astorga: Bodas de plata del Excmo. y Rvdmo. Sr. Obispo, Dr. Antonio Briva Mirabent (1967-1992), Astorga, Obispado de Astorga, 1993,  p. 402, ISBN 9788460458081.
- Homilías del Domingo de Ramos y Martes Santo: Oviedo, 4 y 6 de abril 1993, collana Pliegos ovetenses, Oviedo, Ayuntamiento, 1993,  p. 13.
- con María Teresa Álvarez e Gabino de Lorenzo, Milenario de las reliquias de San Pelayo en el Monasterio Benedictino de Oviedo: Oviedo, 12 de febrero de 1994, collana Pliegos ovetenses, Oviedo, Ayuntamiento de Oviedo, 1994,  p. 14.
- con Juan Méjica; Víctor García de la Concha; Benjamín Méndez García; et al, Beato de Oviedo, Oviedo, Fundación Méjica, 2000, ISBN 9788486889807.
- La Virgen de Covadonga en la espiritualidad de la diócesis asturiana, Oviedo, Real Instituto de Estudios Asturianos, 2001,  p. 16.
- con Atilano Rodríguez Martínez, Ministerio sacerdotal y formación permanente: carta pastoral de los obispos asturianos: año mariano diocesano: Oviedo, 12 de octubre de 2001, collana Cartas pastorales y textos, Oviedo, Arzobispado de Oviedo, 2001,  p. 31.
- Espiritualidad del Beato Juan XXIII, in Studium Ovetense: Revista del Instituto Superior de Estudios Teológicos del Seminario Metropolitano de Oviedo, n. 30, 2002,  pp. 49-62.
- El concilio Vatino II y la nueva evangelización, in Actualidad catequética para la evangelización, n. 237, 2013,  pp. 47-55.
- Testigo directo del Concilio, in Seminarios sobre los ministerios en la Iglesia, vol. 59, n. 208, 2013,  pp. 139-148.
- Evangelizar en un mundo nuevo. Reflexión pastoral sobre la nueva evangelización en España, collana Actualidad, Boadilla del Monte, PPC, 2017,  p. 383, ISBN 9788428831222.

## Genealogia episcopale e successione apostolica
La genealogia episcopale è:
- Cardinale Scipione Rebiba
- Cardinale Giulio Antonio Santori
- Cardinale Girolamo Bernerio, O.P.
- Arcivescovo Galeazzo Sanvitale
- Cardinale Ludovico Ludovisi
- Cardinale Luigi Caetani
- Cardinale Ulderico Carpegna
- Cardinale Paluzzo Paluzzi Altieri degli Albertoni
- Papa Benedetto XIII
- Papa Benedetto XIV
- Papa Clemente XIII
- Cardinale Marcantonio Colonna
- Cardinale Giacinto Sigismondo Gerdil, B.
- Cardinale Giulio Maria della Somaglia
- Cardinale Carlo Odescalchi, S.I.
- Cardinale Costantino Patrizi Naro
- Cardinale Serafino Vannutelli
- Cardinale Domenico Serafini, Cong.Subl. O.S.B.
- Cardinale Pietro Fumasoni Biondi
- Cardinale Antonio Riberi
- Arcivescovo Gabino Díaz Merchán

La successione apostolica è:
- Arcivescovo Elías Yanes Álvarez (1970)
- Vescovo José Sánchez González (1980)
- Vescovo Atilano Rodríguez Martínez (1996)